# Рункел
Рункел (на немски: Runkel) е град в окръг Лимбург-Вайлбург в Хесен, Германия, с 9613 жители (към 31 декември 2013).
Намира се на река Лан и на осем km източно от град Лимбург. За пръв път е споменат в документ през 1159 г.